# Atletica leggera ai Giochi della XXXIII Olimpiade - Marcia 20 km maschile
Ai Giochi della XXXIII Olimpiade la prova di Marcia 20 km maschile si è svolta il 1º agosto 2024 lungo le strade di Parigi con partenza dal Pont d'Iéna.

## Presenze ed assenze dei campioni in carica
| Competizione      | Atleta            | Prestazione | Parigi 2024 |
| ----------------- | ----------------- | ----------- | ----------- |
| Olimpiadi 2020    | Massimo Stano     | 1h21'05"    | Presente    |
| Africani 2022     | Samuel Gathimba   | 1h21'40”    | Presente    |
| Asiatici 2022     | Zhang Jun         | 1h23'00”    | Presente    |
| Panamericani 2023 | David Hurtado     | 1h19'20”    | Presente    |
| Mondiali 2023     | Álvaro Martín     | 1h17'32”    | Presente    |
| Europei 2024      | Perseus Karlström | 1h19'13”    | Presente    |

Graduatoria mondiale
In base alla classifica della Federazione mondiale, i migliori atleti iscritti alla gara erano i seguenti:
| Pos. | Atleta            | Punti | Note |
| ---- | ----------------- | ----- | ---- |
| 1    | Perseus Karlström | 1389  |      |
| 2    | Álvaro Martín     | 1387  |      |
| 3    | Caio Bonfim       | 1370  |      |

## Risultati
Prima della competizione, il record mondiale e olimpico erano i seguenti:
| Record mondiale | Yūsuke Suzuki | 1h16'36" | Nomi   | 15 marzo 2015 |
| Record olimpico | Chen Ding     | 1h18'46" | Londra | 4 agosto 2012 |

### Tempi intermedi
| Distanza | Tempo totale | Testa della corsa   | Tempo sui 4 km |
| -------- | ------------ | ------------------- | -------------- |
| 4 km     | 16'16”       | Francesco Fortunato | 16'16”         |
| 8 km     | 24'21”       | Massimo Stano       | 16'05”         |
| 12 km    | 48'19”       | Zhang Jun           | 15'58”         |
| 16 km    | 1h04'00”     | Massimo Stano       | 15'41”         |
| 20 km    | 1h18'55”     | Brian Pintado       | 14'55”         |

### Ordine d'arrivo
| Pos. | Atleta                      | Nazione       | Tempo   | Distacco | Note                          |
| --- | --------------------------- | ------------- | ------- | -------- | ----------------------------- |
| Oro | Brian Pintado               | Ecuador       | 1h18:55 |          |                               |
| Argento | Caio Bonfim                 | Brasile       | 1h19:09 | +0:14    | ~~                            |
| Bronzo | Álvaro Martín               | Spagna        | 1h19:11 | +0:16    |                               |
| 4 | Massimo Stano               | Italia        | 1h19:12 | +0:17    |                               |
| 5 | Evan Dunfee                 | Canada        | 1h19:16 | +0:21    |                               |
| 6 | Misgana Wakuma              | Etiopia       | 1h19:31 | +0:36    | ~                             |
| 7 | Koki Ikeda                  | Giappone      | 1h19:41 | +0:46    |                               |
| 8 | Yuta Koga                   | Giappone      | 1h19:50 | +0:55    | ~~                            |
| 9 | Aurélien Quinion            | Francia       | 1h19:56 | +1:01    | Miglior prestazione personale |
| 10 | Zhang Jun                   | Cina          | 1h19:56 | +1:01    | ~~                            |
| 11 | Declan Tingay               | Australia     | 1h19:56 | +1:01    | ~                             |
| 12 | Rhydian Cowley              | Australia     | 1h20:04 | +1:09    |                               |
| 13 | Noel Chama                  | Messico       | 1h20:19 | +1h24    |                               |
| 14 | Ricardo Ortiz               | Messico       | 1h20:27 | +1:32    |                               |
| 15 | David Hurtado               | Ecuador       | 1h20:30 | +1:35    |                               |
| 16 | Callum Wilkinson            | Gran Bretagna | 1h20:31 | +1:36    |                               |
| 17 | Paul McGrath                | Spagna        | 1h20:32 | +1:37    |                               |
| 18 | Ryo Hamanishi               | Giappone      | 1h20:33 | +1:38    | ~                             |
| 19 | Christopher Linke           | Germania      | 1h20:35 | +1:40    |                               |
| 20 | Francesco Fortunato         | Italia        | 1h20:38 | +1:43    | ~                             |
| 21 | Perseus Karlström           | Svezia        | 1h21:05 | +2:10    |                               |
| 22 | Samuel Gathimba             | Kenya         | 1h21:26 | +2:31    | ~                             |
| 23 | Leo Köpp                    | Germania      | 1h21:36 | +2:41    |                               |
| 24 | Gabriel Bordier             | Francia       | 1h21:40 | +2:45    |                               |
| 25 | Jordy Rafael Jiménez Arrobo | Ecuador       | 1h21:44 | +2:49    |                               |
| 26 | Luis Henry Campos           | Perù          | 1h22:00 | +3:05    |                               |
| 27 | Artur Brzozowski            | Polonia       | 1h22:11 | +3:16    | ~                             |
| 28 | Max Batista                 | Brasile       | 1h22:16 | +3:21    | ~                             |
| 29 | Maher Ben Hlima             | Polonia       | 1h22:34 | +3:39    |                               |
| 30 | Vikash Singh                | India         | 1h22:36 | +3:41    |                               |
| 31 | Li Yandong                  | Cina          | 1h22:46 | +3:51    | ~                             |
| 32 | Veli-Matti Partanen         | Finlandia     | 1h22:56 | +4:01    | >                             |
| 33 | Diego García Carrera        | Spagna        | 1h23:10 | +4:15    |                               |
| 34 | Dominik Černý               | Slovacchia    | 1h23:25 | +4:30    |                               |
| 35 | Kyle Swan                   | Australia     | 1h23:32 | +4:37    |                               |
| 36 | Wang Zhaozhao               | Cina          | 1h23:40 | +4:45    | ~                             |
| 37 | Paramjeet Singh Bisht       | India         | 1h23:48 | +4:53    | ~                             |
| 38 | José Alejandro Barrondo     | Guatemala     | 1h24:17 | +5:22    | ~                             |
| 39 | Matheus Corrêa              | Brasile       | 1h24:25 | +5:30    | ~>~                           |
| 40 | Ihor Hlavan                 | Ucraina       | 1h24:52 | +5:57    | ~>~                           |
| 41 | Riccardo Orsoni             | Italia        | 1h25:08 | +6:13    | >                             |
| 42 | Choe Byeong-kwang           | Corea del Sud | 1h26:15 | +7:20    | ~                             |
| 43 | Érick Bernabe Barrondo      | Guatemala     | 1h26:19 | +7:24    | ~~~                           |
| 44 | Máté Helebrandt             | Ungheria      | 1h27:17 | +8:22    | ~~                            |
| 45 | Salih Korkmaz               | Turchia       | 1h29:05 | +10:10   |                               |
| 46 | Bence Venyercsán            | Ungheria      | 1h29:14 | +10:19   | ~~>                           |
| — | César Rodríguez             | Perù          | Rit.    | Rit.     | ~~                            |
| — | Akshdeep Singh              | India         | Rit.    | Rit.     |                               |
| — | José Luis Doctor            | Messico       | Squal.  | Squal.   | ~~~~                          |
| record mondiale; record olimpico; record mondiale stagionale; record africano; record asiatico; record europeo; record nord-centroamericano e caraibico; record sudamericano; record oceaniano; record nazionale; record personale; record personale stagionale. ~ proposta di squalifica |                             |               |         |          |                               |